# Ruf d'Avinyó
Ruf d'Avinyó (mort a Avinyó, Provença, s. IV) va ser un cristià d'Avienno (actual Avinyó), probablement sacerdot i primer dirigent de la comunitat cristiana: la tradició l'ha convertit en el primer bisbe de la ciutat, però en aquell moment encara no s'hi havia establert una diòcesi. Tot i que se sap del cert que va existir, no es coneix cap altra dada de la seva vida. Les biografies existents són molt tardanes i no aporten cap dada versemblant. Segons la llegenda, sense cap fonament històric, hauria estat fill de Simó el Cireneu. Altres tradicions en situen la mort cap a l'any 200.

## Veneració
Era venerat d'antic; al segle xi, un martirologi d'Avinyó esmenta la festivitat de S. Rufi confessoris el 14 de novembre, data que encara se celebra. És un dels patrons d'Avinyó. Algunes llegendes el fan company de Pau de Tars: l'acompanyà al seu viatge a Hispània i Pau el nomenà cap de l'església de Tortosa: aquest va ser l'origen de la creació del llegendari sant Ruf de Tortosa. Després, envià deixebles seus a València i ell mateix, marxà a Avinyó, on hi fundà la comunitat cristiana. Hi edificà una església on després s'aixecaria la basílica de Notre-Dame des Doms. Segons aquesta tradició, va morir l'any 90.

## Abadia de Sant Ruf
Prop d'Avinyó s'aixecava l'abadia dedicada al sant, desapareguda, on probablement havia estat enterrat. Excavacions al lloc on era la nau de l'església han trobat una antiga necròpolis paleocristiana. Cap al 917, Lluís de Provença feu donació de l'abbatiola, l'antiga abadia d'origen carolingi, al bisbe de la ciutat, i l'1 de gener del 1039 s'hi establiren quatre canonges de la seu. La comunitat canonical formada llavors va esdevenir, durant els segles xi i xii, una de les més influents entre totes les canòniques augustinianes, pionera en la reforma de l'orde. La seva influència va ser especialment remarcable al sud de França, a Catalunya i el nord d'Itàlia.

## Iconografia
Obresː
- Retaule de Sant Ruf d'Avinyó, amb una pintura de Vicente López (Catedral de Tortosa)